# CD28
CD28 (англ. CD28 molecule) – білок, який кодується однойменним геном, розташованим у людей на короткому плечі 2-ї хромосоми.  Довжина поліпептидного ланцюга білка становить 220 амінокислот, а молекулярна маса — 25 066.
| 10         |  | 20         |  | 30         |  | 40         |  | 50         |
| ---------- |  | ---------- |  | ---------- |  | ---------- |  | ---------- |
| MLRLLLALNL |  | FPSIQVTGNK |  | ILVKQSPMLV |  | AYDNAVNLSC |  | KYSYNLFSRE |
| FRASLHKGLD |  | SAVEVCVVYG |  | NYSQQLQVYS |  | KTGFNCDGKL |  | GNESVTFYLQ |
| NLYVNQTDIY |  | FCKIEVMYPP |  | PYLDNEKSNG |  | TIIHVKGKHL |  | CPSPLFPGPS |
| KPFWVLVVVG |  | GVLACYSLLV |  | TVAFIIFWVR |  | SKRSRLLHSD |  | YMNMTPRRPG |
| PTRKHYQPYA |  | PPRDFAAYRS |  |            |  |            |  |            |

A: Аланін

C: Цистеїн

D: Аспарагінова кислота

E: Глутамінова кислота

F: Фенілаланін

G: Гліцин

H: Гістидин

I: Ізолейцин

K: Лізин

L: Лейцин

M: Метіонін

N: Аспарагін

P: Пролін

Q: Глутамін

R: Аргінін

S: Серин

T: Треонін

V: Валін

W: Триптофан

Кодований геном білок за функцією належить до фосфопротеїнів. 
Задіяний у такому біологічному процесі як альтернативний сплайсинг. 
Локалізований у мембрані.